# Dynamena anceps
Dynamena anceps är en nässeldjursart som först beskrevs av John Fraser 1938.  Dynamena anceps ingår i släktet Dynamena och familjen Sertulariidae. Inga underarter finns listade i Catalogue of Life.